# Stratigoto
Stratigòto (anche straticò, straticòto, stradicòto. Stratigotus in latino medievale) è una magistratura cittadina con competenze prevalentemente giudiziarie presente nell'Italia meridionale normanna. 
La denominazione, di origine bizantina, si mantenne durante le vicende successive dell'Italia meridionale nel Medioevo.
Il nome deriva da una variante di stratego, nella pronuncia bizantina del termine greco στρατηγός (strateghós).